# Nora Fatehi
Nora Fatehi (Toronto; 6 de febrero de 1992) es una actriz, modelo, bailarina, productora y cantante canadiense de origen marroquí, conocida por su trabajo en la Industria Cinematográfica India. Ha participado en películas en idioma hindi, [idioma télugu|télugu]], malabar y tamil. Hizo su debut en el cine con la película de Bollywood Roar: El tigre de Sundarbans (Roar: Tigers of the Sundarbans, en inglés). Ganó gran popularidad en el cine telugu participando en diferentes películas como: Temper, Baahubali: The Beginning and Kick 2; también protagonizó dos películas en malabar, Double Barrel y Kayamkulam Kochunni.
En 2015, participó en el reality show televisivo Bigg Boss 9 y fue desvinculada en el día 84. En 2016, participó en el reality show de baile de televisión Jhalak Dikhhla Jaa. Apareció en la película de Bollywood Satyameva Jayate en la que se la vio en la versión recreada de la canción "Dilbar" que superó los 20 millones de visitas en YouTube en las primeras 24 horas de su lanzamiento, convirtiéndola en la primera canción hindi en obtener tales números en la India. También colaboró con el grupo de hip-hop marroquí Fnaïre para lanzar una versión árabe de la canción de Dilbar. 
En el 2019, colaboró con el escritor y músico tanzano Rayvanny para lanzar su primera canción en inglés Pepeta.
Además, también participó en la ceremonia de Clausura de la Copa Mundial de Fútbol de 2022, interpretando el tema «Light The Sky» junto Manal, Rahma Riad y Balqees.

## Inicios y vida personal
Fatehi proviene de una familia marroquí aunque nació y creció en Canadá.Se graduó de la Escuela Secundaria Westview Centennial en Toronto. Estudió ciencias políticas e internacionales en la Universidad de York. Ha declarado en entrevistas que se considera "una india de corazón.

## Carrera

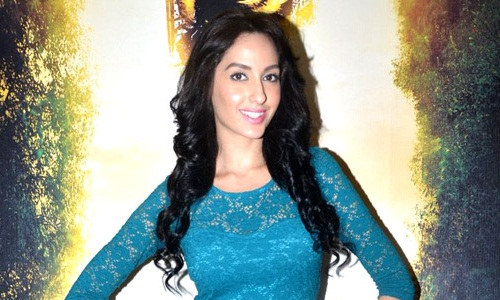
Fatehi en un evento para Roar: Tigers of the Sundarbans. en el 2015

Fatehi comenzó su carrera apareciendo en la película hindi Roar: Tigers of the Sundarbans. Después de eso, firmó por una aparición en la película de idioma telugu Temper de Puri Jagannadh, marcando su debut en el idioma télugu. También hizo una aparición especial con Emraan Hashmi y Gurmeet Choudhary en la película Mr. X dirigida por Vikram Bhatt y producida por Mahesh Bhatt. Más tarde, Fatehi tuvo apariciones en películas como Baahubali: The Beginning  y Kick 2.
A finales de junio del 2015, participó en la película Sher. A finales de agosto del 2015, participó en la película Loafer, dirigida por Puri Jagannadh la cual protagonizó junto al actor Varun Tej. A finales de noviembre de 2015 participó en la película Oopiri; entre otras.

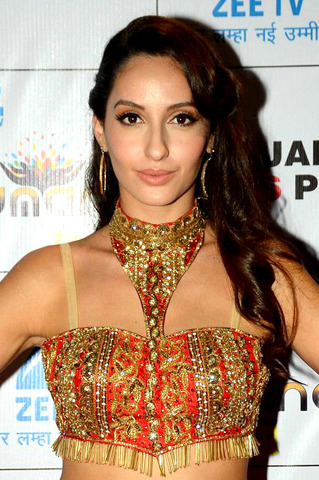
Fatehi en un evento del 2017

En febrero del 2019, firmó un contrato con el sello discográfico y cinematográfico T-Series y como su artista exclusiva aparecería en sus futuras películas, canciones, series web y películas web. Luego apareció en la película de baile Street Dancer 3D del 2020. El 6 de marzo de 2021, Fatehi se convirtió en la primera artista árabe-africana cuya canción "Dilbar" superó los mil millones de visitas en YouTube.

## Filmografía

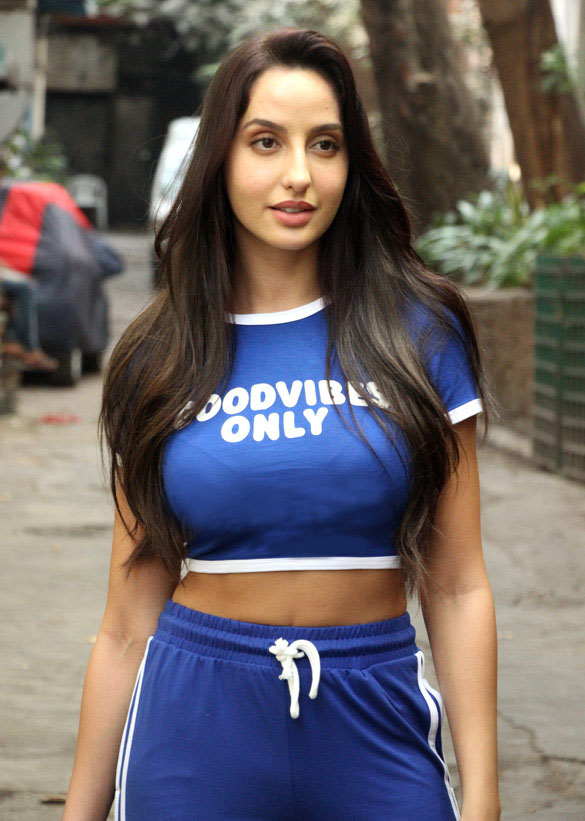
Fatehi en el 2019.

### Películas
| Año  | Título                           | Papel                   | Idioma (s)     | Notas                                                                  |
| ---- | -------------------------------- | ----------------------- | -------------- | ---------------------------------------------------------------------- |
| 2014 | Rugido: Tigres de los Sundarbans | CJ                      | hindi          |                                                                        |
| 2015 | Familia Crazy Cukkad             | Amy                     | hindi          |                                                                        |
| 2015 | Templar                          |                         | Télugu         | Aparición especial en la canción "Ittage Rechchipodam"                 |
| 2015 | Sr. X                            |                         | hindi          | Aparición especial en la canción "Alif se"                             |
| 2015 | Doble cañón                      |                         | Malabar        | Aparición especial                                                     |
| 2015 | Baahubali: el comienzo           |                         | Télugu / Tamil | Aparición especial en la canción "Manohari"                            |
| 2015 | Patada 2                         |                         | Télugu         | Aparición especial en la canción "Kiruku Kick"                         |
| 2015 | Sher                             |                         | Télugu         | Aparición especial en la canción "Napere Pinky"                        |
| 2015 | Mocasín                          |                         | Télugu         | Aparición especial en la canción "Nokkey Dochey"                       |
| 2016 | Rocky guapo                      |                         | hindi          | Aparición especial en la canción "Rock Tha Party"                      |
| 2016 | Oopiri / Thozha                  | Nemali                  | Télugu / Tamil | Aparición especial en la canción "Door Number"                         |
| 2018 | Mi Cancion De Cumpleaños         | Arenoso                 | hindi          |                                                                        |
| 2018 | Satyameva Jayate                 |                         | hindi          | Aparición especial en la canción "Dilbar Vinay Singh"                  |
| 2018 | Stree                            |                         | hindi          | Aparición especial en la canción "Kamariya"                            |
| 2018 | Kayamkulam Kochuni               |                         | Malabar        | Aparición especial en la canción "Nrithageethikalennum"                |
| 2019 | Bharat                           | Sussan                  | hindi          |                                                                        |
| 2019 | Casa Batla                       | Huma / Victoria         | hindi          |                                                                        |
| 2019 | Marjaavaan                       | Sí misma                | hindi          | Aparición especial en la canción "Ek Toh Kum Zindagani"                |
| 2020 | Bailarina callejera 3d           | Desaparecido en combate | hindi          | [ 16 ]                                                                 |
| 2021 | Bhuj: El orgullo de la India     | Heena Rehman            | hindi          | Publicado en Disney + Hotstar                                          |
| 2021 | Satyameva Jayate 2               |                         | hindi          | Aparición especial en la canción "Kusu Kusu"                           |
| 2022 | Gracias a Dios                   | Ella misma              | hindi          | Aparición especial en la canción "Manike Mage Hithe" (remake en hindi) |

### Televisión
| Año       | Título                      | Papel                 | Notas                               |
| --------- | --------------------------- | --------------------- | ----------------------------------- |
| 2015-2016 | Bigg Boss 9                 | Contestant            | Ingresó el día 58 y salió el día 84 |
| 2016      | Jhalak Dikhhla Jaa 9        | Contestant            | Décimo lugar                        |
| 2016      | Noches de comedia Bachao    | Ella Misma / Invitada | Para promover Rocky Handsome        |
| 2018      | Policía Troll de MTV        | Ella Misma / Invitada |                                     |
| 2018      | Top Model India             | Ella Misma / Invitada | Mentor invitado                     |
| 2018      | Citas MTV en la oscuridad   | Anfitrión             |                                     |
| 2019      | Danza Plus 4                | Ella Misma / Invitada | Actuación especial                  |
| 2020      | Mejor bailarina de la India | Invitada / Jueza      |                                     |
| 2021      | Dance Deewane (temporada 3) | Invitada / Jueza      | Actuación especial                  |

### Series de Internet
| Año  | Título                                           | Papel      | Notas      | Referencia |
| ---- | ------------------------------------------------ | ---------- | ---------- | ---------- |
| 2021 | Estrella vs comida (temporada 2) (Star vs. Food) | Ella misma | Episodio 5 | [ 19 ]     |

### Videos Musicales
| Año  | Título                       | Cantante (s)                                   | Sello                  | Referencia |
| ---- | ---------------------------- | ---------------------------------------------- | ---------------------- | ---------- |
| 2017 | Naah                         | Harrdy Sandhu                                  | Sony Music India       | [ 20 ]     |
| 2017 | Bebé Marvake Maanegi         | Raftaar                                        | Compañía de música Zee | [ 21 ]     |
| 2018 | Dilbar versión árabe         | Ella misma, Fnaïre                             | T-Series               | [ 22 ]     |
| 2019 | Pachtaoge                    | Arijit Singh                                   | T-Series               | [ 23 ]     |
| 2019 | Pepeta                       | Ella misma, Rayvanny                           | Nora Fatehi            | [ 24 ]     |
| 2020 | Pachtaoge (versión femenina) | Asees Kaur                                     | T-Series               | [ 25 ]     |
| 2020 | Naach Meri Rani              | Guru Randhawa, Nikhita Gandhi                  | T-Series               | [ 26 ]     |
| 2020 | Body (cover de baile)        | Semental Megan Thee                            | Nora Fatehi            | [ 27 ]     |
| 2021 | Chhor Denge                  | Parampara Tandon                               | T-Series               | [ 28 ]     |
| 2022 | Light The Sky                | Ella misma, junto a Manal, Rahma Riad, Balqees |                        |            |